# Pterometra
Genre
Pterometra est un genre de crinoïdes de la famille des Asterometridae.

## Liste des genres
Selon World Register of Marine Species (9 avril 2015) :
- Pterometra magnipeda (AH Clark, 1911) -- Philippines (77 m de profondeur)
- Pterometra pulcherrima (AH Clark, 1909)-- Australie et Mer de Chine (30-170 m de profondeur)
- Pterometra splendida (AH Clark, 1909) -- Philippines (68 m de profondeur)
- Pterometra trichopoda (AH Clark, 1908) -- Australie et Mer de Chine (70-160 m de profondeur)
- Pterometra venusta AH Clark, 1912 -- Indonésie et Mer de Chine (5-80 m de profondeur)